# Korsická Wikipedie
Korsická Wikipedie je jazyková verze Wikipedie v korsičtině. Byla založena v roce 2003. V lednu 2022 obsahovala přes 6 000 článků a pracoval pro ni 1 správce. Registrováno bylo přes 18 000 uživatelů, z nichž bylo asi 35 aktivních. V počtu článků byla 185. největší Wikipedie.